# Armoiries de la Tchéquie
Les armoiries de la Tchéquie font partie des sept symboles d'État (Státní symboly) définis par la Constitution et la loi 3/1993 Sb. et les symboles nationaux issus de la tradition.
Les sept symboles de l'État sont :
- les armoiries, écartelées au premier et quatrième de Bohême, au second de Moravie et au troisième de Silésie ;
- le petit écu reprend les armes de la Bohême ;
- les couleurs tchèques : blanc, rouge, bleu, dans cet ordre tel que défini par la loi ;
- le drapeau ;
- le drapeau de la présidence de la République ;
- le sceau ;
- l'hymne national.

La devise du pays est inscrite sur l'étendard de la Présidence : Pravda vítězí, « La vérité vaincra ». Elles seraient les dernières paroles de Jan Hus sur le bûcher, au concile de Constance.
L'autre symbole non officiel de la République tchèque sont les joyaux de la couronne. Son trésor le plus précieux est la couronne de saint Venceslas, l'un des symboles historiques du pays.

Armoires du président de la République tchèque
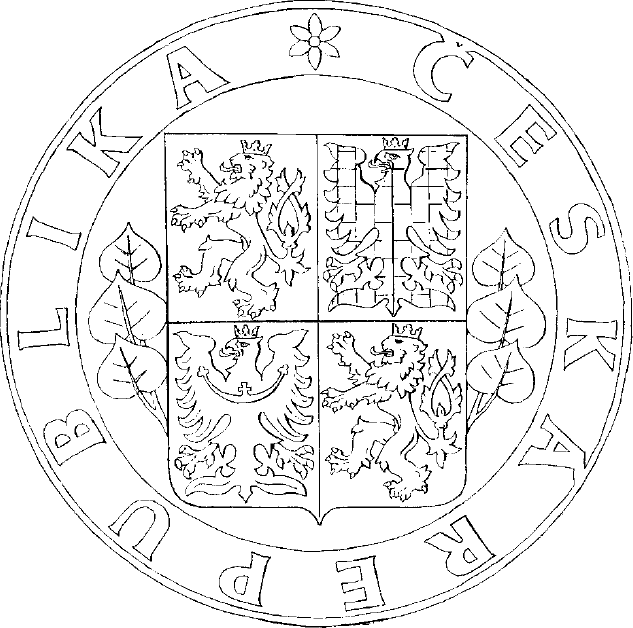
Sceau de la République tchèque
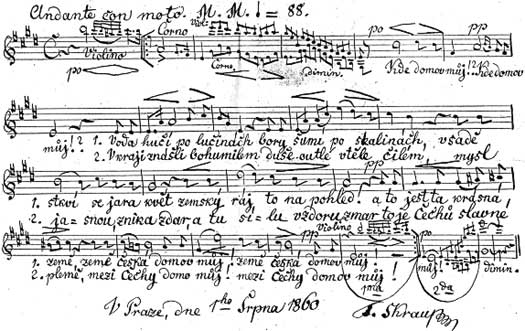
Hymne tchèque